# Light Driver
Light Driver je závodní simulátor vydaný společností Hella v roce 2003. Ve hře je hráč v roli řidiče na neznámé cestě.
Hra obsahuje i stručný tutoriál v angličtině.

## Herní děj
Hra sama o sobě nemá svůj děj.

## Postup hrou
Na začátku hry hráč sedí v autě na silnici, a to v noci. Cesta vede neznámo kam. Po zaznění signálu hráč může jet. Na silnici jsou však různé překážky. Úkolem hry je nasbírat za 90 sekund co nejvíce bodů.

### Bodování
Hráč je bodován podle své jízdy. Vpravo na obrazovce má ukazatel s (odshora) červenou, zelenou a žlutou částí. V tomto ukazateli je znázorňována rychlost hráče. Podle pozice znázornění rychlosti se boduje, a to:
- v červeném se body ubírají,
- v zeleném se body přidávají rychle a
- ve žlutém pomaleji.

V případě, že hráč najede na nějakou překážku na cestě, ubere se mu určitý počet bodů. Mezi překážky patří klacky, deštníky, ale i stojící (!) auta. Při častém najíždění na překážky se auto vlivem poškození zastaví (většinou za to může průjezd úsekem práce na silnici).

### Světla
Hra na začátku jízdy užívá halogenová světla. Okolo cesty se občas naskytne žlutě oblečený muž s vlajkou. Když hráč okolo něho projede z malé vzdálenosti, úroveň světel se mu zvětší o 1 a získá bonus v podobě 2000 bodů. Úrovně světel jsou celkem 3; každý typ má jiné vlastnosti:
1. halogenová – obyčejné žluté světlo,
2. xenonová – světlejší modré světlo,
3. „bend-lighting“ – světlejší než xenonová; směr svícení záleží na poloze volantu.